# Tanjung Ilir
Tanjung Ilir is een bestuurslaag in het regentschap Merangin van de provincie Jambi, Indonesië. Tanjung Ilir telt 1459 inwoners (volkstelling 2010).